# St. Johannes der Täufer (Bodenkirchen)

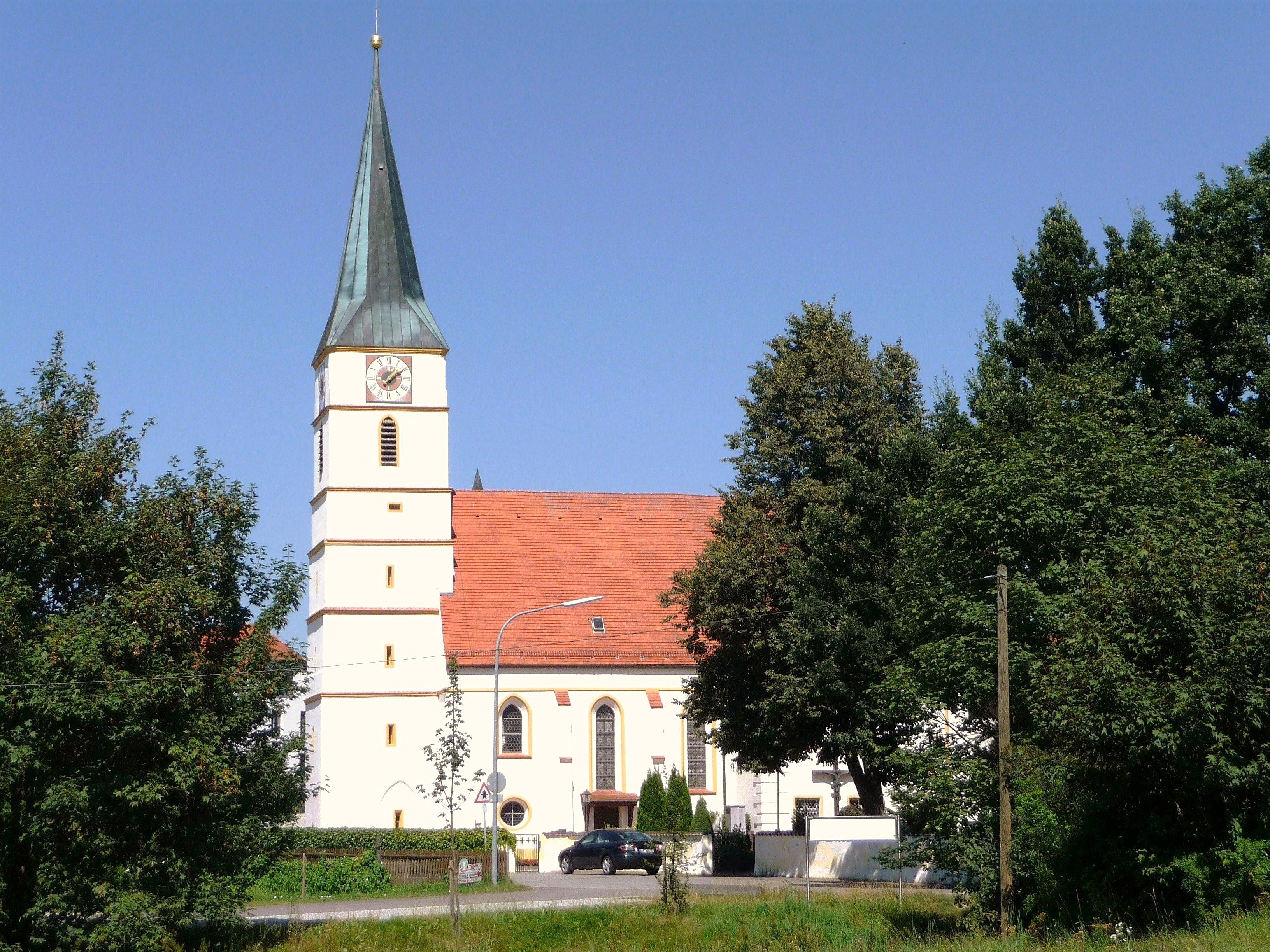
Außenansicht der Pfarrkirche St. Johannes der Täufer von Süden. Zu sehen ist der spätgotische Altbau aus der Zeit um 1500.

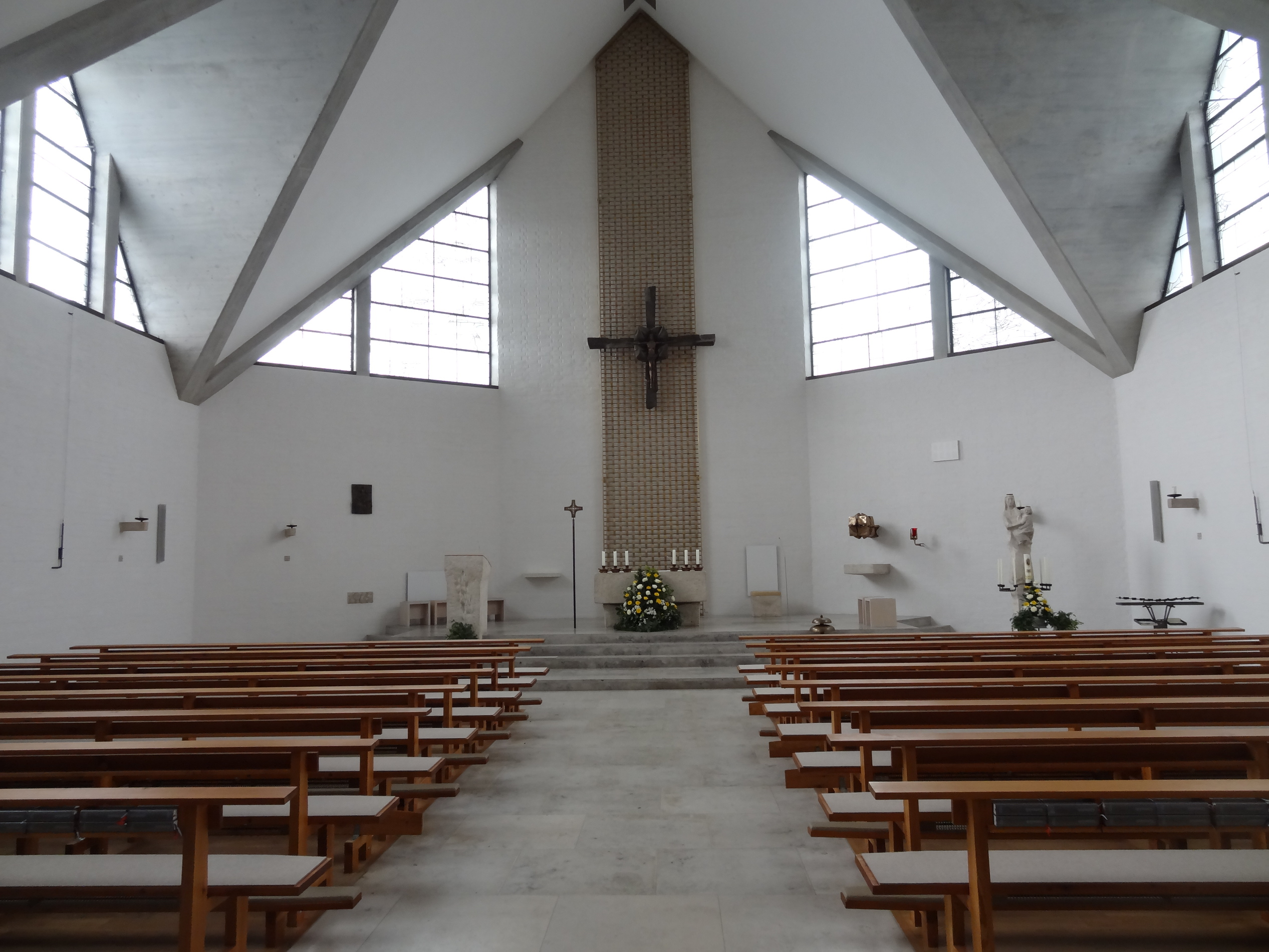
Innenraum der modernen Erweiterung gegen Norden

Die römisch-katholische Pfarrkirche St. Johannes der Täufer in Bodenkirchen, einer Ortschaft im niederbayerischen Landkreis Landshut, ist ein spätgotischer Bau aus der Zeit um 1500 mit modernem Erweiterungsbau aus den 1960er Jahren. Kirchenpatron ist der heilige Johannes der Täufer (Gedenktag: 24. Juni).

## Geschichte
Die Pfarrkirche St. Johannes der Täufer in Bodenkirchen könnte auf eine der ältesten adligen Eigenkirchen im Binatal zurückgehen und somit auf das 8. oder 9. Jahrhundert zurückgehen. Dies ist allerdings nicht gesichert und beruht unter anderem auf der Endung des Ortsnamens auf „-kirchen“. So bestanden zu dieser Zeit auch in Dietelskirchen, Haberskirchen, Hinterskirchen, Leberskirchen, Loizenkirchen, Wendelskirchen und Westerskirchen – alle im Vilstal und Umgebung gelegen – adlige Eigenkirchen. In der zweiten Hälfte des 12. Jahrhunderts ist der Ortsadlige Wolfram von Pubenchirichen überliefert.
Im Jahr 1219 wird in einer Urkunde erstmals die Kirche von Bodenkirchen erwähnt.
Der Altbau der Pfarrkirche St. Johannes der Täufer wurde um 1500 im spätgotischen Stil errichtet. Damals war Bodenkirchen eine Filialkirche von St. Ulrich in Aich; in der Filiale bestand ein Benefizium zu Ehren der allerseligsten Jungfrau Maria. Zu dieser Zeit wurde Bodenkirchen als Ponkhürchen bezeichnet. Vor 1724 wurde Bodenkirchen zur Expositur erhoben und hatte damit das Recht auf einen eigenen Seelsorger. Am 14. März 1921 erhielt Bodenkirchen aufgrund der stark gewachsenen Bevölkerung vom Regensburger Bischof Anton von Henle das Pfarreirecht. Erster Pfarrer war ab 1. November 1921 der seit 1915 hier eingesetzte Michael Gretzinger.
Die zweigeschossige Sakristei, die südlich an den Altbau angefügt ist, wurde im Jahre 1700 von Dominikus Christoph Zuccalli für 398 Gulden errichtet. 1930 erfolgte wegen einer Friedhofserweiterung ein Neubau des Pfarrhofs an anderer Stelle, und zwar im Norden des Straßendorfes. Wegen des erneuten Bevölkerungswachstums und des wirtschaftlichen Aufschwungs in den 1950er und 1960er Jahren wurde eine Erweiterung der bestehenden Pfarrkirche dringend nötig. Nachdem bereits 1962 mit einer Friedhofserweiterung und einer Verlegung von Gräbern begonnen worden war, beschloss die Kirchenverwaltung unter Pfarrer Franz Pickl im Januar 1964, dass die Pfarrkirche nach Norden erweitert werden solle.
In den Jahren 1965 bis 1967 erfolgte Erweiterung des Altbaus nach Norden gemäß der Pläne des Architekten Friedrich Ferdinand Haindl aus München. Die Ausstattung des Erweiterungsbaus stammt von dem Bildhauer Hans Wurmer aus Hausen im Landkreis Kelheim. Am 5. März 1967 vollzog der Regensburger Weihbischof Josef Hiltl die Kirchweihe. Die Gesamtkosten für den Neubau betrugen 966.000 D-Mark. Nach der Errichtung des Neubaus wurde die neugotische Ausstattung im Altbau – Altäre, Figuren und Glasfenster – entfernt.
In den Jahren 1991/92 erfolgte eine Betonsanierung im Außenbereich. Dabei wurden auch der Altbau und der Turm renoviert. Seit 1996 befindet sich die Pfarrei Bodenkirchen in einer Pfarreiengemeinschaft mit Bonbruck. Im April 2011 begann nach zweijähriger Planungszeit durch Architekt Franz Steinberger aus München und Pfarrer Clemens Voss eine umfassende Innenrenovierung der Pfarrkirche. Diese umfasste die Errichtung einer neuen Orgelempore, die Neuordnung der alten gotischen Kirche, insbesondere die Umgestaltung des gotischen Chores zur Werktagskapelle, die Vergrößerung der neuen Sakristei, die Einrichtung einer Sitzbankheizung anstelle der alten Ölheizung sowie die Einrichtung eines modernen Beichtzimmers im alten Heizungsraum. Am 18. März 2012 erfolgte die Weihe von Volksaltar und Ambo der neuen Werktagskapelle durch Bischof Gerhard Ludwig Müller.
Im Jahr 2015 wurde beschlossen, die Orgel mit Freipfeifenprospekt von 1979, die außerdem von schlechter Qualität war, durch einen Neubau von Thomas Jann ersetzen zu lassen. Das neue Instrument wurde am 9. Oktober 2016 in einem Gottesdienst von Bischof Rudolf Voderholzer geweiht werden.

## Architektur

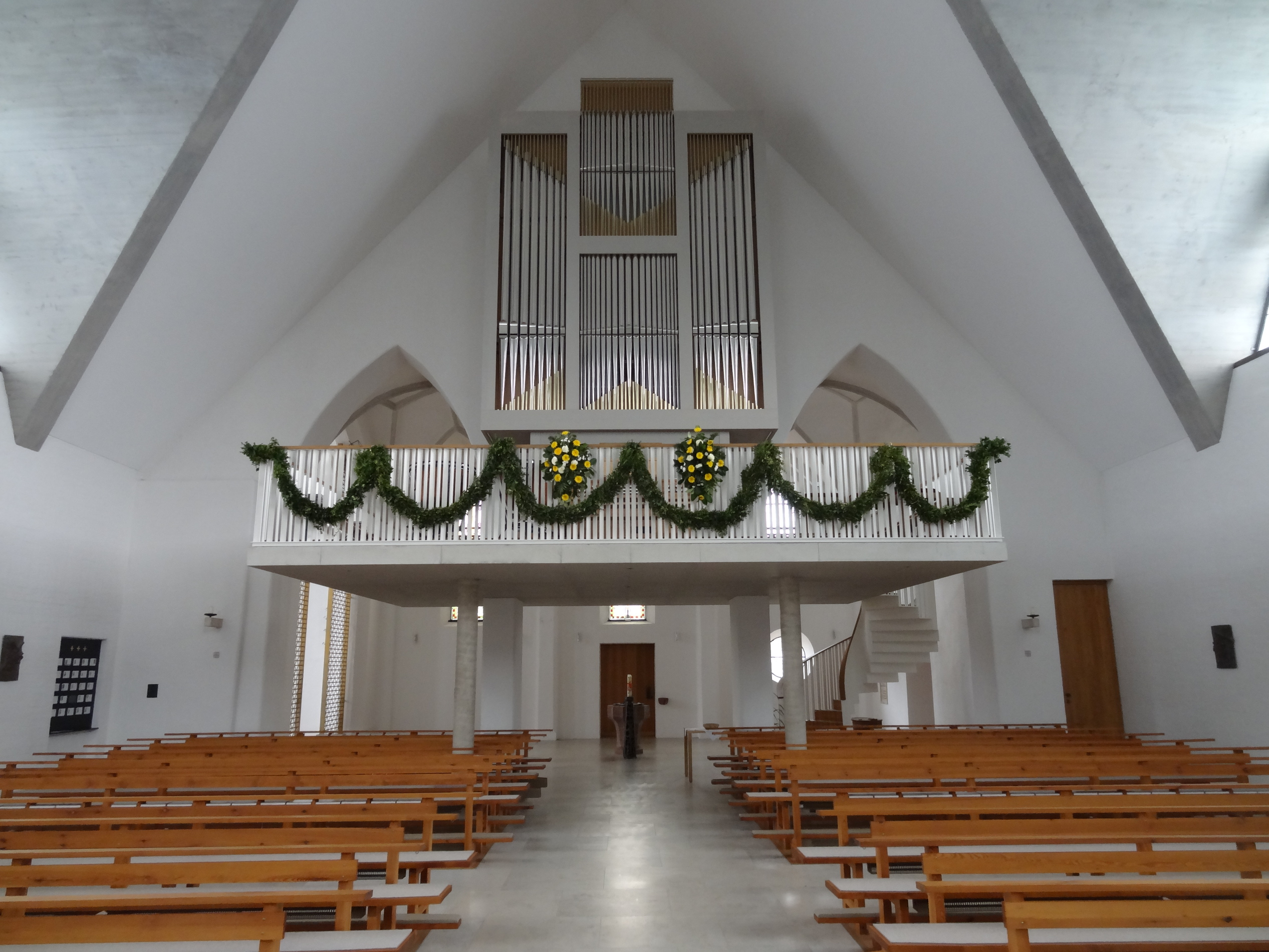
Blick zur Orgelempore und in das Langhaus der spätgotischen Kirche

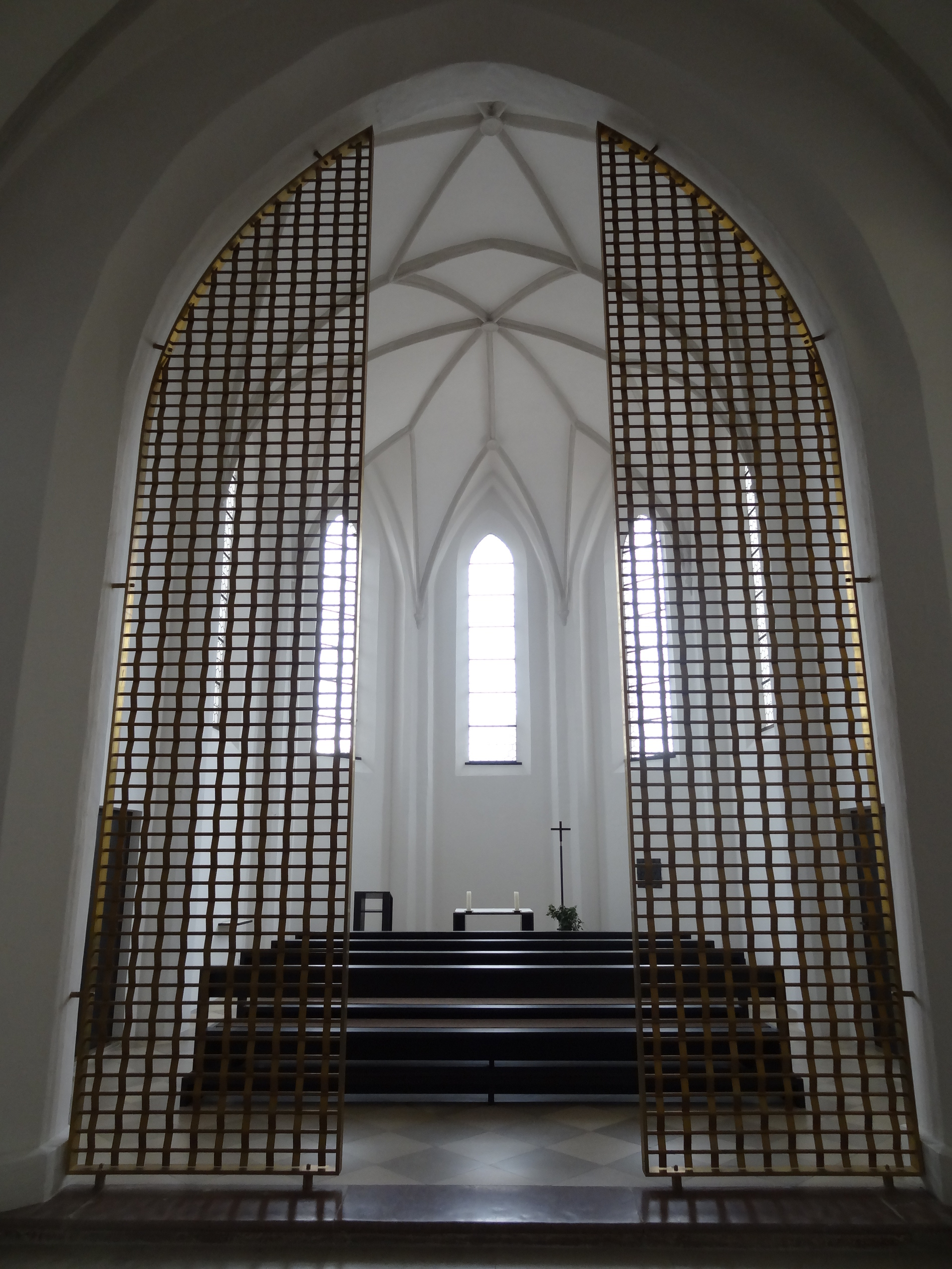
Blick in die 2011/12 neu eingerichtete Werktagskapelle im spätgotischen Chor

Der spätgotische Altbau umfasst ein dreijochiges Langhaus sowie einen zweijochigen, in drei Achteckseiten geschlossenen Chor gen Osten. Auf der Westseite ist der Turm mit fünf Geschossen von ungleicher Höhe angebaut. Er dürfte der älteste Gebäudeteil der Kirche sein; möglicherweise geht er gar auf die romanische Zeit zurück. Anstelle des ursprünglichen Satteldaches wurde ein neugotischer Spitzhelm aufgesetzt. Auf der Südseite befindet sich der zweigeschossige Sakristeianbau aus der Zeit um 1700. Im mittleren Langhausjoch ist auf der Südseite das einzige Portal in den Altbau zu finden.
Als Übergang zum Neubau dienen drei spitzbogige Öffnungen an der Nordwand der gotischen Kirche. Von dort erstreckt sich nach Norden ein 22 Meter langer und 16,5 Meter breiter, moderner Kirchenraum. Typisch für den Architekten Haindl ist der Charakter vom „Zelt Gottes unter den Menschen“. Der aus Beton errichtete Erweiterungsbau besitzt in Richtung Osten und Westen je zwei hoch angesetzte, spitze Fensteröffnungen, die an gotische Spitzbogenfenster erinnern sollen. Auf der nördlichen Stirnseite, wo sich der um vier Stufen erhöhte Altarbereich erhebt, befinden sich zwei ähnliche Fenster. Darüber erhebt ein kleiner quadratischer Dachreiter mit Pyramidenhelm. Der Zugang zum Erweiterungsbau erfolgt über das Portal auf der Westseite. Im Osten ist die moderne Sakristei angebaut.
Bei der Renovierung von 2011/12 wurde im Achsenkreuz der beiden Kirchenräume der gotische Taufstein aufgestellt. Ansonsten ist das Langhaus des Altbaus heute leer. Der gotische Chor wurde bei der genannten Renovierung zur Werktagskapelle umgebaut. Er wurde mit einem golden glänzenden Messinggewebe, das auch als Hintergrund des Bronzekreuzes im Altarbereich der neuen Kirche zu finden ist, vom Langhaus des Altbaus abgetrennt.

## Ausstattung
Die Ausstattung ist, wie für moderne Kirchen typisch, karg und schlicht. Der sakrale Raum ist den Erfordernissen des Zweiten Vatikanischen Konzils entsprechend eingerichtet. Der Volksaltar, der Ambo, das Bronzekreuz sowie die Mutter-Gottes-Figur, die rechts des Altarbereichs aufgestellt ist, wurden von Hans Wurmer aus Kelheimer Marmor geschaffen. Von Wurmer stammen auch der Kreuzweg, der 1979 in die Kirche kam, und eine Bronzerelieftafel an der Friedhofsmauer, auf der die Taufe Jesu durch Johannes den Täufer dargestellt ist.

## Orgel
Als Ersatz für ein Instrument Alois Wölfls aus dem Jahr 1979 erhielt die Pfarrkirche im Jahr 2016 eine neue Orgel von Thomas Jann aus Allkofen im Landkreis Straubing-Bogen. Das Schleifladeninstrument mit mechanischen Spiel- und Registertrakturen umfasst 22 klingende Register auf zwei Manualen und Pedal. Anstelle der üblichen Manualkoppel wurde am dreimanualigen Spieltisch das 1. Manual als Koppelmanual eingebaut. Um auch den rückwärtigen Bereich des Kirchenraumes, in dem sich Tauf- und Werktagskapelle befinden, angemessen beschallen zu können, erhielt das Schwellwerk eine zweite Jalousiefront und außerdem einen separaten, einmanualigen Spieltisch. Die Disposition der Orgel lautet folgendermaßen:
| II Hauptwerk C–g3 |               |        |
| 01.               | Bordun        | 16′    |
| 02.               | Prinzipal     | 08′    |
| 03.               | Rohrflöte     | 08′    |
| 04.               | Viola         | 08′    |
| 05.               | Oktave        | 04′    |
| 06.               | Spitzflöte    | 04′    |
| 07.               | Superoktave 0 | 02′    |
| 08.               | Quinte        | 02 ⁄3′ |
| 09.               | Kornett III   | 02 ⁄3′ |
| 10.               | Mixtur IV     | 01 ⁄3′ |
|                   | Tremulant     |        |

| III Schwellwerk C–a3 |                 |        |    |
| 11.                  | Konzertflöte    | 8′     | ST |
| 12.                  | Gedeckt         | 8′     | ST |
| 13.                  | Salizional      | 8′     | ST |
| 14.                  | Vox coelestis 0 | 8′     | ST |
| 15.                  | Querflöte       | 4′     | ST |
| 16.                  | Nasat           | 2 ⁄3′  | ST |
| 17.                  | Nachthorn       | 2′     | ST |
| 18.                  | Terz            | 1 3⁄5′ | ST |
| 19.                  | Oboe            | 8′     |    |
|                      | Tremulant       |        | ST |

| Pedal C–f1 |          |       |        |
| 20.        | Subbaß   | 16′   | ST     |
|            | Zartbaß  | 16′ 0 | ST, WA |
| 21.        | Oktavbaß | 08′   |        |
| 22.        | Fagott   | 16′   |        |

- Koppeln: I/P, II/P
- Anmerkungen:

ST: Register vom zweiten Spieltisch aus spielbar
WA: Windabschwächung aus Subbaß 16′

## Glocken
In dem Turm läuten drei Glocken, von denen nur eine den Zweiten Weltkrieg überdauert hat. Diese stammt von 1877. Die beiden übrigen Glocken wurden 1949 ersetzt.

## Umgebung
Südlich und südöstlich der Pfarrkirche St. Johannes der Täufer befindet sich der Friedhof der Pfarrei Bodenkirchen.